# Leslie Hotson
Leslie Hotson (* 1897 in Delhi, Ontario, Kanada; † 16. November 1992) war ein kanadischer Literaturhistoriker. Seine Spezialgebiete waren Shakespeare und die englische Literaturgeschichte des 16. und 17. Jahrhunderts.

## Leben
Er wurde 1897 in Delhi, Ontario (Kanada) geboren, studierte und unterrichtete als „Research Associate“ an den Universitäten Harvard (B.A., M.A., Ph. D.) und Yale und heiratete 1919 Mary May Peabody. 1929/1930 erhielt er ein Guggenheim-Stipendium für Englische Literaturgeschichte des 16. und 17. Jahrhunderts. Von 1931 bis 1942 lehrte er am Haverford College in Pennsylvania in den USA. Nach dem Zweiten Weltkrieg arbeitete er im Rahmen eines Fulbright-Stipendiums am Bedford College in London und war 1954–1960 Stipendiat am King’s College im englischen Cambridge.
Er ist Autor zahlreicher Bücher, die sich mit der literarischen Biographie  William Shakespeares und Christopher Marlowes und mit äußerst erfolgreicher detektivischer Arbeit und Entdeckungen von Detailproblemen der englischen Literaturgeschichte des 16. und 17. Jahrhunderts, u. a. in den Kellern des britischen Staatsarchivs befasst haben. Er löste verschiedene literaturhistorische, insbesondere „elisabethanische“ Literaturrätsel wie z. B. den Mord an Thomas of Woodstock, 1. Duke of Gloucester, (anhand Geoffrey Chaucers Nunne’s Priest’s Tale).
Seine bahnbrechendste Entdeckung 1925 war der in Latein gehaltene Königliche Untersuchungsbericht („Coroners Report“) über den Todeshergang (30. Mai 1593) und die Leichenbeschau Christopher Marlowes. Erst hierdurch wurde es möglich, die über die Jahrhunderte bis heute kolportierte maligne Charakterkennzeichnung Marlowes („Sidny Lee: killed in a drunken fight“) allmählich zu korrigieren. Seine Entdeckungen veröffentlichte er 1925 unter dem Titel „The Death of Christopher Marlowe“. Die Entdeckung hat zugleich der wissenschaftlich nicht akzeptierten Theorie der Marloweschen Urheberschaft der Werke Shakespeares Auftrieb gegeben.
Er glaubte, die Identität von Mr. W. H. (dem Shakespeare seine Sonette zueignete) in William Hatcliffe neu entdeckt zu haben und entwickelte die historische Form der ursprünglichen Shakespeare-Theater. Er identifizierte ein farbiges Miniaturportrait von Nicholas Hilliard von Shakespeare als einem jungen Mann und grub die lange Zeit verschollen geglaubten Briefe von Percy Bysshe Shelley aus, die er an seine geschiedene Frau Harriet geschrieben hat, und fand Quellen für Shakespeares Vater als einen Wollhändler. Er beleuchtete Shakespeares frühe Jahre in Stratford-upon-Avon und identifizierte den Mörder von Henry Porter († 1599), einem wenig bekannten Elisabethanischen Dramatiker. Leslie Hotson selbst hat nie Zweifel an der Urheberschaft Shakespeares gehabt.

## Werke
- George Jolly (1923) Actor-Manager: New Light on the Restoration Stage, 1923
- Colfox vs Chauntecleer 1924 PMLA XXXIX
- The Death of Christopher Marlowe 1925
- The Commonwealth and Restoration Stage 1928,
- Shakespeare versus Shallow 1931 (Reprint 2003 ISBN 0766142485)
- The Adventure of a Single Rapier 1931
- I, William Shakespeare,
- Leslie Hotson, ‚Marigold of the Poets‘ 1938
- Shakespeare's Sonnets Dated and other essays, 1949 Oxford University Press
- The First Night of Twelfth Night
- Leslie Hotson, ‚Anthony Munday's Birth-Date‘, (1959),
- Shakespeare's Wooden O, 1959
- Mr WH, 1964,
- Shakespeare's Motley ISBN 0838310257 (1970)
- Shakespeare by Hilliard, ISBN 0520033132 (1977)

## Quelle
1. ↑   http://www.archive.org/stream/deathofchristoph008072mbp#page/n9/mode/2up

| Personendaten    | Personendaten                   |
| ---------------- | ------------------------------- |
| NAME             | Hotson, Leslie                  |
| KURZBESCHREIBUNG | kanadischer Literaturhistoriker |
| GEBURTSDATUM     | 1897                            |
| GEBURTSORT       | Delhi, Ontario, Kanada          |
| STERBEDATUM      | 16. November 1992               |